# باشگاه بسکتبال آلوارک توکیو
باشگاه بسکتبال آلوارک توکیو یک تیم بسکتبال حرفه‌ای ژاپنی است که در توکیو واقع شده‌است. این تیم که تحت حمایت تویوتا است، تا سال ۲۰۰۰، این تیم به عنوان تویوتا پراسر شناخته می‌شد. این باشگاه که به عنوان تویوتا پراسر تأسیس شد، در سال ۲۰۰۶و ۲۰۰۷موفق به کسب دو عنوان پیاپی لیگ برتر سوپر لیگ ژاپن شد.